# برج آمریکا
برج آمریکا، (به انگلیسی: America Tower) آسمان‌خراش ۴۲ طبقه به ارتفاع ۱۸۰ متر، با کاربری اداری-تجاری است، که در شهر هیوستون، تگزاس، ایالات متحده آمریکا مستقر می‌باشد. پروژه ساخت این ساختمان در سال ۱۹۸۰ آغاز شد و در سال ۱۹۸۳ تکمیل و افتتاح گردید. این ساختمان متعلق به گروه بین‌المللی آمریکایی است و دفتر مرکزی شرکت نفتی بیکر هیوز محسوب می‌شود. از سال ۱۹۸۳ برج آمریکا ساختمان مرکزی شرکت کنتیننتال ایرلاینز بود، تا اینکه در سال ۱۹۹۹ دفتر مرکزی این شرکت به ساختمان کانتیننتال سنتر ۱ انتقال یافت.